# Chutes de Boali
Les chutes de Boali sont des chutes d'eau situées dans la préfecture de l'Ombella-M'Poko en République centrafricaine, à proximité de la localité de Boali sur la rivière Mbali. Les chutes de Boali est l'un des sites touristiques les plus visités. La Centrafrique qui accueille près d'un millier de touristes chaque semaine.

## Description
Elles sont hautes de 50 mètres et constituent l'un des plus célèbres sites touristiques du pays. L’énergie des chutes est exploitée depuis les années 1950 pour alimenter en électricité la ville de Bangui.

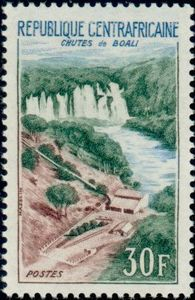
Les chutes de Boali, sur un timbre-poste centrafricain dessiné et gravé par Charles Mazelin.